# دن لنو
دن لنو (انگلیسی: Dan Leno؛ ‏ ۲۰ دسامبر ۱۸۶۰ – ۳۱ اکتبر ۱۹۰۴) یکی از کمدین‌های پیشگام بریتانیا بود که در اواخر دوره ویکتوریا فعالیت داشت. 
جدای تئاترهای سنتی روحوضی، وی بابت اجرای نقش زنان در نمایش‌های محبوب پانتومیم سالانه شهرت داشت که مابین سال‌های ۱۸۸۸ تا ۱۹۰۴ در تئاتر رویال، دروری لین اجرا می‌شد.